# السكرية (البوكمال)
السكرية أو ماتُعرف به (المشاهدة) نسبة لساكينيها. بلدة سورية تقع غرب مدينة البوكمال وهي البوابة وجسر العبور من وإليها في منطقة البوكمال في محافظة دير الزور الزور. 